# Хесен
Хесен (нем. Heeßen) — община в Германии, в земле Нижняя Саксония.
Входит в состав района Шаумбург. Подчиняется управлению Айльзен. Население составляет 1513 человек (на 31 декабря 2010 года). Занимает площадь 1,9 км².
| Год  | Население |
| ---- | --------- |
| 1990 | 1421      |
| 1995 | 1517      |
| 2000 | 1561      |
| 2005 | 1578      |
| 2010 | 1536      |